# Catharina de Wilde
Catharina de Wilde, född 1688, död 1766, var en nederländsk poet.  Hon var organist och är känd för sina politiska betraktelsedikter. 